# Incertella furcellata
Incertella furcellata är en tvåvingeart som först beskrevs av Nartshuk 1975.  Incertella furcellata ingår i släktet Incertella och familjen fritflugor. Inga underarter finns listade i Catalogue of Life.